# Adult Swim
Adult Swim, ofta skrivet [adult swim] och förkortat [as], är en amerikansk TV-kanal som delar plats med barnkanalen Cartoon Network från klockan tio på kvällen till klockan sex på morgonen, då kanalens yngre publik ligger och sover. Till skillnad från Cartoon Network riktar Adult Swim in sig på en vuxen publik från 18 år och uppåt. Kanalen visar animerade serier, originalproduktioner, repriser och japansk anime. Adult Swim har även gjort Rick and Morty.
Adult Swim började som ett programblock på Cartoon Network den 2 september 2001. Det sändes på söndagskvällar med repriser på torsdagar. I mars 2005 meddelade Turner Broadcasting att Adult Swim skulle behandlas som en egen kanal för tittarsiffrornas skull.

### Fotnoter
1. ↑  Erik Bredhe (12 maj 2006). ”Skruvade serier snärjer TV-tittarna” (på svenska). Svenska dagbladet. https://www.svd.se/skruvade-serier-snarjer-tv-tittarna. Läst 30 september 2017.
2. ↑  ”Adult Swim/CN Split Cements Strategy” (på engelska). ICv2. 3 mars 2005. http://www.icv2.com/articles/news/6516.html. Läst 8 januari 2010.